# Luigi Griffanti
Luigi Griffanti (ur. 20 kwietnia 1917 w Turbigo, zm. 2 maja 2006 we Florencji) – piłkarz włoski, bramkarz.
Do 1938 grał w zespole z Vigevano, przeniósł się następnie do Fiorentiny. Spędził we florenckiej ekipie siedem sezonów, świętując awans do Serie A (1939) oraz zdobycie Pucharu Włoch (1940). Łącznie rozegrał w barwach Fiorentiny 105 spotkań w ekstraklasie włoskiej (oraz 33 mecze w Serie B). Grał także w klubach z Turynu i Wenecji.